# ویلهلم کوهنرت

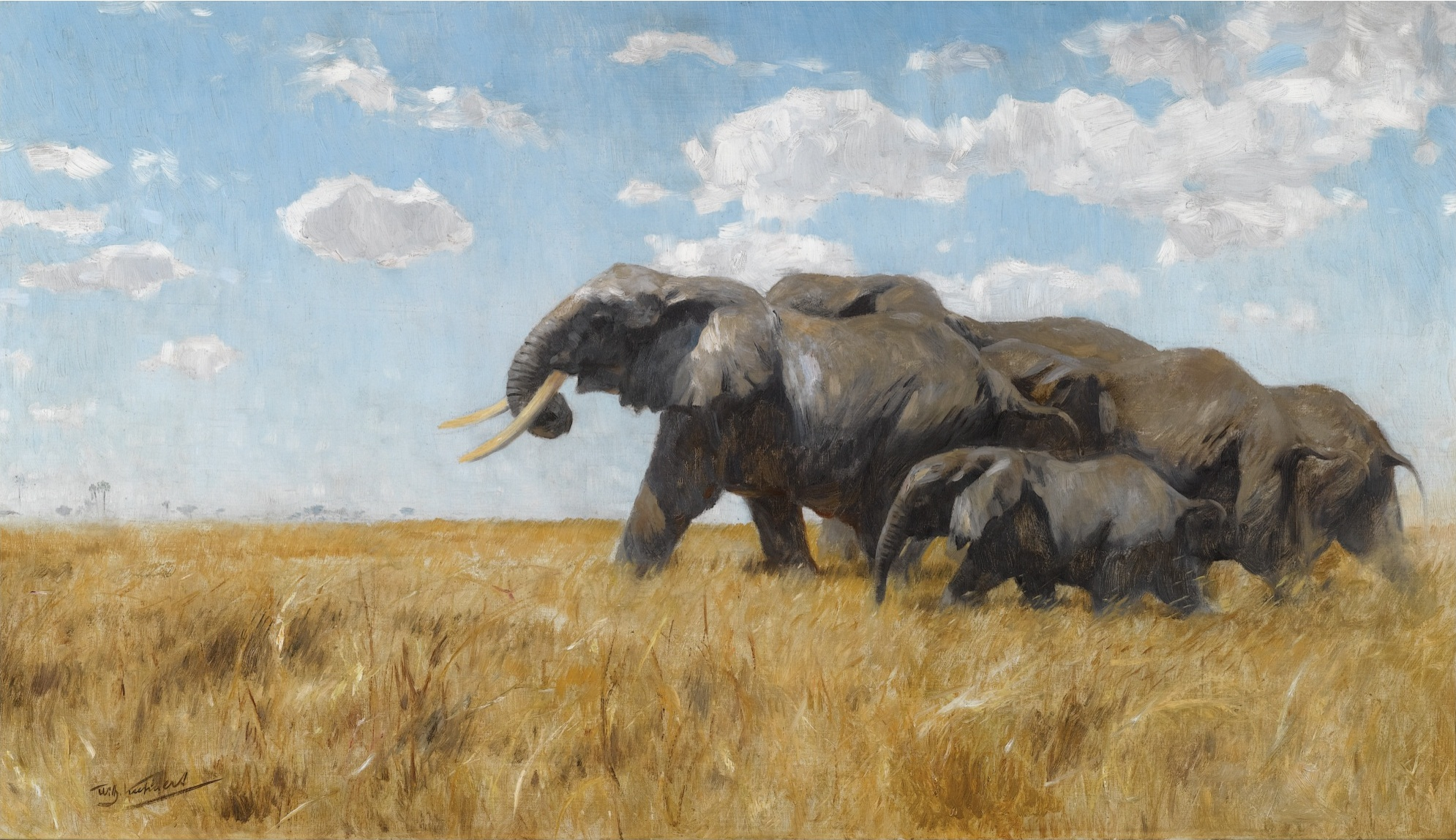
مهاجرت فیلها

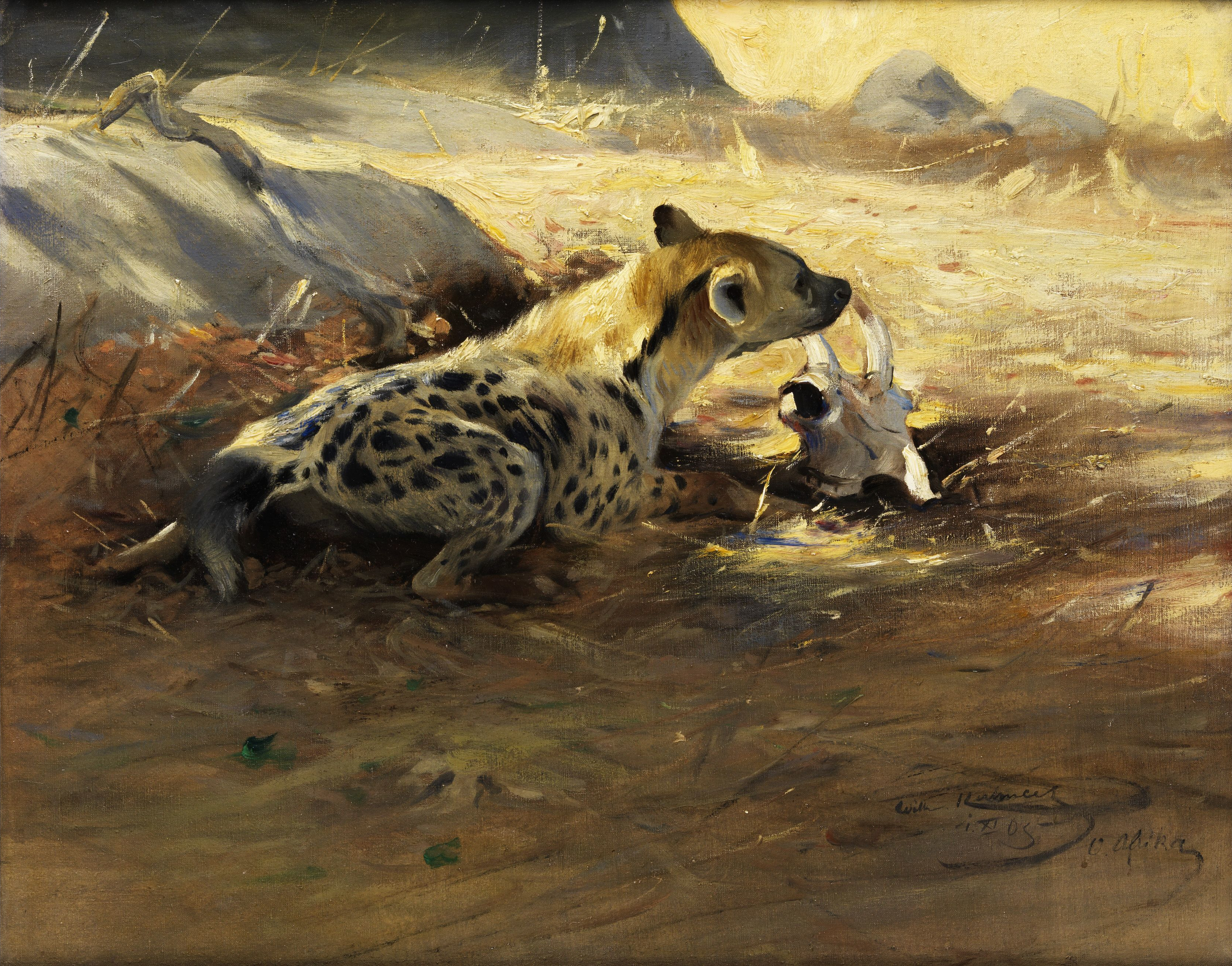
کفتار (۱۹۰۵)

ویلهلم کوهنرت (انگلیسی: Wilhelm Kuhnert) یک نقاشی، پدیدآور، و تصویرگر آلمانی بود که در زمینهٔ نقاشی حیوانات فعالیت می‌کرد.

## زندگی شخصی
کوهنرت در ۱۸۶۵ در اوپوله متولد شد. وی در ۱۸۹۴ و در سن ۱۸ سالگی با امیلی کارولین ویلهلم اوتیلی آلوین هردیکرهوف ازدواج کرد و صاحب یک دختر به نام امیلی شد. زمانی که امیلی یک دانش آموز در سری‌لانکا بود، در ۱۹۰۹ از هم جدا شدند. کوهنرت برای بار دوم با گردا جانکوسکی در ۱۹۱۳ ازدواج کرد. در شصتمین تولد کوهنرت، گردا از دنیا رفت و کوهنرت نیز در ۱۱ فوریه سال بعد، در فیلمس، سوئد از دنیا رفت.